# Hello Katy Tour
Hello Katy Tour foi a primeira turnê mundial da cantora de música pop norte-americana Katy Perry. Iniciada em 23 de janeiro de 2009, as performances apresentadas pela cantora baseiam-se no seu primeiro álbum de estúdio, One of the Boys, lançado pela Capitol Records em junho de 2008. A turnê apresentou 44 shows pela América do Norte, 42 na Europa, 5 na Ásia (apenas nas Filipinas e Japão) e 4 na Austrália, totalizando 95 shows.

## Background
Perry havia participado, apresentando shows no Vans Warped Tour 2008 e concluiu suas apresentações em agosto de 2008. A turnê Hello Katy Tour foi anunciada oficialmente por Perry após a cerimônia de premiação do MTV Europe Music Awards 2008, onde ela foi a apresentadora.
Em entrevista à Billboard, Perry relatou que o design e a estrutura artística da turnê iria basear-se na obsessão da cantora por gatos e frutas, sendo possível ver felinos gigantes e vegetais infláveis em seus shows. O estilo nonsense da cantora é expressado no design temático de seus shows e em seu modo de vestir-se, onde já apresentou-se vestida de morango e onça-pintada.
A banda de Katy Perry conta com Patrick Matera (guitarra/violão), Josh Moreau (contrabaixo), Adam Marcello (bateria), Korel Tunador (voz/guitarra/saxofone/piano), que apareceram também no MTV Unplugged.

## Datas da Turnê

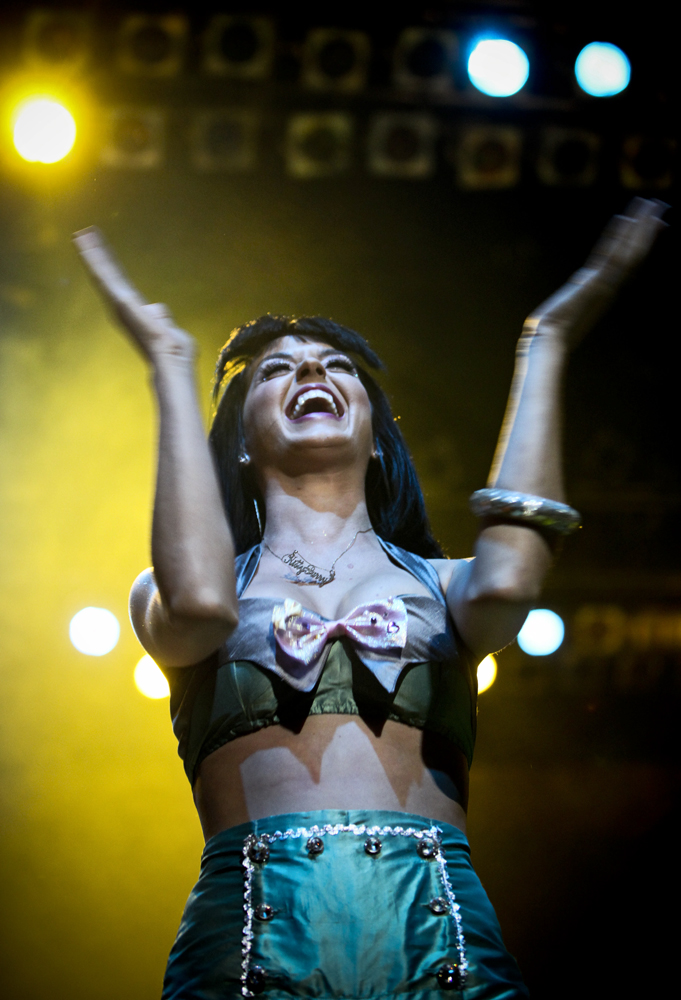
Perry during the Hello Katy Tour in June 2009

| Data                     | Cidade             | País                      | Local                                          |
| ------------------------ | ------------------ | ------------------------- | ---------------------------------------------- |
| Leg 1 — América do Norte |                    |                           |                                                |
| January 23, 2009         | Seattle            | Estados Unidos            | Showbox at the Market                          |
| January 25, 2009         | Vancouver          | Canada                    | Commodore Ballroom                             |
| January 27, 2009         | Portland           | Estados Unidos            | Crystal Ballroom                               |
| January 28, 2009         | San Francisco      | Estados Unidos            | The Fillmore                                   |
| January 29, 2009         | Sacramento         | Estados Unidos            | Empire Events Center                           |
| January 31, 2009         | Los Angeles        | Estados Unidos            | Wiltern Theatre                                |
| February 2, 2009         | Tucson             | Estados Unidos            | Centennial Hall                                |
| February 3, 2009         | Tempe              | Estados Unidos            | Marquee Theatre                                |
| February 5, 2009         | San Diego          | Estados Unidos            | House of Blues                                 |
| February 10, 2009        | Salt Lake City     | Estados Unidos            | In The Venue                                   |
| Leg 2 — Europa           |                    |                           |                                                |
| February 20, 2009        | Hanover            | Alemanha                  | The Dome 49                                    |
| February 22, 2009        | Estocolmo          | Suécia                    | Nalen                                          |
| February 23, 2009        | Copenhaga          | Dinamarca                 | K.B. Hallen                                    |
| February 25, 2009        | Manchester         | Inglaterra — Reino Unido  | Manchester Academy                             |
| February 26, 2009        | Londres            | Inglaterra — Reino Unido  | KOKO                                           |
| February 27, 2009        | Londres            | Inglaterra — Reino Unido  | KOKO                                           |
| March 1, 2009            | Amsterdam          | Paises Baixos             | Melkweg                                        |
| March 2, 2009            | Paris              | França                    | Élysée Montmartre                              |
| March 4, 2009            | Munich             | Alemanha                  | TonHalle                                       |
| March 5, 2009            | Frankfurt          | Alemanha                  | Hugenottenhalle                                |
| March 6, 2009            | Hamburg            | Alemanha                  | Große Freiheit                                 |
| March 7, 2009            | Brussels           | Belgica                   | Ancienne Belgique                              |
| Leg 3 — América do Norte |                    |                           |                                                |
| March 19, 2009[a]        | Austin             | Estados Unidos            | Stubb's                                        |
| March 23, 2009           | Kansas City        | Estados Unidos            | Beaumont Club                                  |
| March 24, 2009           | Minneapolis        | Estados Unidos            | First Avenue                                   |
| March 26, 2009           | Chicago            | Estados Unidos            | House of Blues                                 |
| March 27, 2009           | Detroit            | Estados Unidos            | Clutch Cargo's                                 |
| March 28, 2009           | Cleveland          | Estados Unidos            | House of Blues                                 |
| March 30, 2009           | Toronto            | Canada                    | The Guvernment                                 |
| March 31, 2009           | Montreal           | Canada                    | Metropolis                                     |
| April 1, 2009            | Boston             | Estados Unidos            | House of Blues                                 |
| April 3, 2009[b]         | Palm Springs       | Estados Unidos            | Palm Springs Convention Center                 |
| April 5, 2009            | Philadelphia       | Estados Unidos            | The Fillmore at the Theatre of the Living Arts |
| April 6, 2009            | New York City      | Estados Unidos            | The Fillmore New York at Irving Plaza          |
| April 7, 2009            | New York City      | Estados Unidos            | The Fillmore New York at Irving Plaza          |
| April 8, 2009            | New York City      | Estados Unidos            | The Fillmore New York at Irving Plaza          |
| April 10, 2009           | Washington, D.C.   | Estados Unidos            | 9:30 Club                                      |
| April 11, 2009           | Myrtle Beach       | Estados Unidos            | House of Blues                                 |
| April 14, 2009           | Nashville          | Estados Unidos            | Cannery Ballroom                               |
| April 15, 2009           | Atlanta            | Estados Unidos            | Center Stage                                   |
| April 28, 2009           | St. Petersburg     | Estados Unidos            | Jannus Landing                                 |
| April 29, 2009           | Fort Lauderdale    | Estados Unidos            | Revolution Live                                |
| May 2, 2009[c]           | Birmingham         | Estados Unidos            | Birmingham–Jefferson Convention Complex        |
| May 7, 2009[d]           | Miami              | Estados Unidos            | The Fillmore Miami Beach                       |
| May 11, 2009             | Dallas             | Estados Unidos            | House of Blues                                 |
| May 12, 2009             | Houston            | Estados Unidos            | House of Blues                                 |
| Leg 4 — Ásia             |                    |                           |                                                |
| May 25, 2009             | Osaka              | Japão                     | Club Quattro                                   |
| May 26, 2009             | Nagoya             | Japão                     | Club Quattro                                   |
| May 28, 2009             | Tokyo              | Japão                     | Duo Music Exchange                             |
| May 29, 2009             | Tokyo              | Japão                     | Duo Music Exchange                             |
| Leg 5 — Europa           |                    |                           |                                                |
| June 1, 2009[e]          | Landgraaf          | Netherlands               | Landgraaf Megaland Park                        |
| June 9, 2009             | Londres            | England — United Kingdom  | O2 Shepherds Bush Empire                       |
| June 10, 2009            | Londres            | England — United Kingdom  | O2 Shepherds Bush Empire                       |
| June 11, 2009            | Brighton           | England — United Kingdom  | Brighton Dome                                  |
| June 13, 2009[f]         | Crans-près-Céligny | Suíca                     | Port de Crans                                  |
| June 14, 2009            | Zürich             | Suíca                     | Volkshaus                                      |
| June 16, 2009            | Paris              | França                    | L'Olympia                                      |
| June 17, 2009            | Lyon               | França                    | Le Transbordeur                                |
| June 19, 2009[g]         | Scheeßel           | Alemanha                  | MSC Eichenring                                 |
| June 20, 2009[h]         | Cologne            | Alemanha                  | Palladium Köln                                 |
| June 21, 2009            | Tuttlingen         | Alemanha                  | Flugplatz Tuttlingen                           |
| June 23, 2009[r]         | Milão              | Itália                    | Idroscalo                                      |
| June 25, 2009            | Barcelona          | Spain                     | Palau Sant Jordi                               |
| June 26, 2009[i]         | Madrid             | Spain                     | Palacio de Deportes                            |
| June 27, 2009[i]         | Málaga             | Spain                     | Auditorio Municipal                            |
| June 28, 2009            | Lisboa             | Portugal                  | Campo Pequeno                                  |
| July 2, 2009[j]          | Nibe               | Dinamarca                 | Skalskoven                                     |
| July 4, 2009[k]          | Werchter           | Belgica                   | Werchter Festival Grounds                      |
| July 5, 2009[l]          | Arras              | França                    | Main Square                                    |
| July 6, 2009             | Esch-sur-Alzette   | Luxemburgo                | Rockhal                                        |
| July 9, 2009             | Istanbul           | Turquia                   | True Blue Fenerbahçe                           |
| July 11, 2009[m]         | Perth and Kinross  | Scotland — United Kingdom | T in the Park                                  |
| July 12, 2009[n]         | Kildare            | Irlanda                   | Oxegen 2009                                    |
| Leg 6 — América do Norte |                    |                           |                                                |
| July 25, 2009            | Boston             | United States             | Agganis Arena                                  |
| July 26, 2009            | Toronto            | Canada                    | Molson Amphitheatre                            |
| July 28, 2009            | New York City      | United States             | Hammerstein Ballroom                           |
| July 30, 2009            | Atlantic City      | United States             | Borgata                                        |
| August 2, 2009           | Houston            | United States             | Verizon Wireless Theater                       |
| August 4, 2009[o]        | Irvine             | United States             | Verizon Wireless Amphitheatre                  |
| Leg 7 — Oceania          |                    |                           |                                                |
| August 12, 2009          | Brisbane           | Australia                 | The Tivoli                                     |
| August 14, 2009          | Melbourne          | Australia                 | The Forum                                      |
| August 17, 2009          | Sydney             | Australia                 | Enmore Theatre                                 |
| August 18, 2009          | Sydney             | Australia                 | Enmore Theatre                                 |
| Leg 8 — Europa           |                    |                           |                                                |
| August 21, 2009          | Glasgow            | Scotland — United Kingdom | Barrowland Ballroom                            |
| August 22, 2009[p]       | Staffordshire      | England — United Kingdom  | Weston Park                                    |
| August 23, 2009[p]       | Chelmsford         | England — United Kingdom  | Hylands Park                                   |
| August 25, 2009          | Birmingham         | England — United Kingdom  | O2 Academy Birmingham                          |
| August 26, 2009          | Newcastle          | England — United Kingdom  | O2 Academy Newcastle                           |
| Leg 9 — América do Norte |                    |                           |                                                |
| August 29, 2009          | Los Angeles        | United States             | Hollywood Palladium                            |
| August 30, 2009          | Santa Barbara      | United States             | Santa Barbara Bowl                             |
| September 4, 2009        | Salem              | United States             | Oregon State Fair                              |
| 5 de Setembro, 2009[q]   | Seattle            | United States             | Seattle Center                                 |
| Leg 10 — Ásia e Europa   |                    |                           |                                                |
| 14 de Novembro, 2009     | Pasay City         | Philippines               | SM Mall of Asia Concert Grounds[r]             |
| Novembro 26, 2009        | Milão              | Italia                    | Mediolanum Forum                               |
| Novembro 28, 2009        | Ischgl             | Austria                   | Silvrettaseilbahn AG – Ischgl                  |

↑ a This concert is a part of the South by Southwest Festival.

↑ b This concert is a part of the Dinah Shore Weekend.

↑ c This concert is a part of the Schaeffer Eye Center Crawfish Boil.

↑ d This concert is a part of the Grammy Celebration Concert Tour.

↑ e This concert is a part of the Pinkpop Festival.

↑ f This concert is a part of the Caribana Festival

↑ g This concert is a part of the Hurricane Festival

↑ h This concert is a part of the Southside Festival

↑ i This concert is a part of the U18 Festival

↑ j This concert is a part of the Nibe Festival

↑ k This concert is a part of the Rock Werchter

↑ l This concert is a part of the Main Square Festival

↑ m This concert is a part of the T in the Park

↑ n This concert is a part of the Oxegen

↑ o Katy opened for No Doubt at this concert. She later joined No Doubt on stage to perform a cover of Adam and the Ants' "Stand & Deliver.

↑ p These concerts are a part of the  V Festival

↑ q This concert is a part of the Bumbershoot: Seattle's Music & Arts Festival

↑ r This concert is for the benefit of the Typhoon "Ondoy" victims that happened last 23-30 of September, 2009 in  the Philippines. Originally scheduled last 3 of October, 2009 but cancelled after Typhoon Ondoy struck the Philippines on 26 of September, 2009, one week before the original scheduled concert.

### Box office score data
| Venue                     | City               | Tickets sold / available | Gross revenue |
| ------------------------- | ------------------ | ------------------------ | ------------- |
| Showbox at the Market     | Seattle            | 1,150 / 1,150 (100%)     | $19,980       |
| Commodore Ballroom        | Vancouver          | 990 / 990 (100%)         | $20,111       |
| The Fillmore              | San Francisco      | 1,314 / 1,314 (100%)     | $23,980       |
| Wiltern Theatre           | Los Angeles        | 2,690 / 2,690 (100%)     | $44,913       |
| House of Blues            | San Diego          | 1,000 / 1,000 (100%)     | $18,000       |
| KOKO                      | London             | 2,752 / 2,800 (98%)      | $53,623       |
| Ancienne Belgique         | Brussels           | 1,850 / 1,850 (100%)     | $49,080       |
| First Avenue              | Minneapolis        | 1,534 / 1,534 (100%)     | $36,816       |
| Clutch Cargo's            | Detroit            | 1,121 / 1,275 (88%)      | $21,438       |
| House of Blues            | Cleveland          | 1,300 / 1,300 (100%)     | $23,400       |
| House of Blues            | Boston             | 2,597 / 2,597 (100%)     | $43,650       |
| The Fillmore Irving Plaza | New York City      | 3,520 / 3,599 (98%)      | $58,524       |
| 9:30 Club                 | Washington, D.C.   | 1,200 / 1,200 (100%)     | $21,600       |
| House of Blues            | North Myrtle Beach | 2,067 / 2,067 (100%)     | $32,039       |
| Jannus Landing            | St. Petersburg     | 1,429 / 1,500 (95%)      | $22,732       |
| House of Blues            | Dallas             | 1,647 / 1,647 (100%)     | $29,658       |
| Shepherd's Bush Empire    | London             | 3,960 / 3,960 (100%)     | $94,726       |
| Brighton Dome             | Brighton           | 1,819 / 1,819 (100%)     | $40,143       |
| Agganis Arena             | Boston             | 2,879 / 3,800 (76%)      | $84,930       |
| Molson Amphitheatre       | Toronto            | 6,531 / 8,000 (82%)      | $163,072      |
| Hammerstein Ballroom      | New York City      | 3,849 / 3,853 (99%)      | $110,212      |
| The Borgata               | Atlantic City      | 2,495 / 3,000 (83%)      | $87,453       |
| Verizon Wireless Theater  | Houston            | 3,262 / 3,262 (100%)     | $41,360       |
| The Tivoli                | Brisbane           | 1,357 / 1,500 (90%)      | $62,416       |
| The Forum                 | Melbourne          | 1,318 / 1,500 (88%)      | $65,587       |
| Enmore Theatre            | Sydney             | 3,299 / 4,735 (70%)      | $162,558      |
| O2 Academy Birmingham     | Birmingham         | 3,000 / 3,000 (100%)     | $66,746       |
| Hollywood Palladium       | Los Angeles        | 3,044 / 4,940 (62%)      | $45,939       |
| Santa Barbara Bowl        | Santa Barbara      | 4,603 / 4,603 (100%)     | $115,075      |
| TOTAL                     | TOTAL              | 69,577 / 76,485 (90.96%) | $1,508,092    |

### Cota nos Shows
| Local                 | Cidade      | Ingressos vendidos / Disponível | Receita Bruta |
| --------------------- | ----------- | ------------------------------- | ------------- |
| Showbox at the Market | Seattle     | 1150 / 1150 (100%)              | $19,980       |
| Commodore Ballroom    | Vancouver   | 990 / 990 (100%)                | $20,111       |
| The Fillmore          | New York    | 1314 / 1314 (100%)              | $23,980       |
| Wiltern Theatre       | Los Angeles | 2690 / 2690 (100%)              | $44,913       |
| House of Blues        | Cleveland   | 1300 / 1300 (100%)              | $23,400       |
| Clutch Cargo's        | Detroit     | 1121 / 1275 (88%)               | $21,438       |
|                       | TOTAL       | 8565 / 8719 (98%)               | $145,822      |

## Set list
1. Introdução (The Beach Boys "California Girls")
2. "Fingerprints"
3. "One of the Boys"
4. "Hokey Pokey"
5. "Hot n Cold"
6. "Self Inflicted"
7. "Use Your Love" (cover de The Outfield)
8. "Mannequin"
9. "Thinking of You" (acústico)
10. "Please Mr. Postman" (cover de The Marvelettes)
11. "Build Me Up Buttercup" (cover de The Foundations)
12. "Ur So Gay"
13. "Waking Up in Vegas"
14. "Lost"
15. "I'm Still Breathing"
16. "I Think I'm Ready"
17. "If You Can Afford Me"

Encore
1. "Don't Stop Me Now"
2. "I Kissed a Girl"

Notas
- "Hackensack", um cover de Fountains of Wayne foi performado antes de "Lost" em 21 e 29 de Agosto.
- "Don't Stop Me Now" foi performado antes do encore em 28 de Julho, "Starstrukk" foi performada no lugar no encore com a participação especial de 3OH!3.